# 南桥 (基辅)
南桥（羅馬化：Pivdennyi mist）是乌克兰的一座公路鐵路兩用橋，位於首都基辅，由莫斯托布德建筑师加伏里洛夫（A. Gavrilov）以及福克斯（G. Fux）所带领的一组工程师设计，于1990年建成通车。

## 概况
该桥为基辅第二座地铁桥，承载基辅地铁瑟雷茨-佩切拉線和公路跨越第聂伯河。大桥为单塔斜拉桥，双柱钢筋混凝土桥塔高135（443英尺）。
桥面设双向六车道公路，连接环绕基辅市中心的小环路，同时大桥也是欧洲E40公路和M03公路的一部分，以及普罗米斯洛娃大街的延伸线。
大桥以北约1.5英里（2.4）处正在修建一座新的公铁两用桥，其铁路部分已于2010年完工。

## 图集

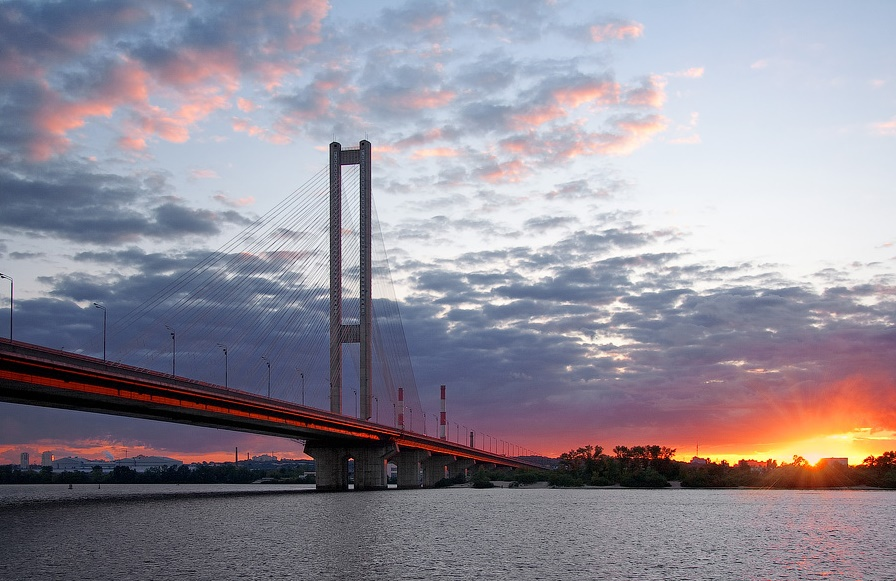
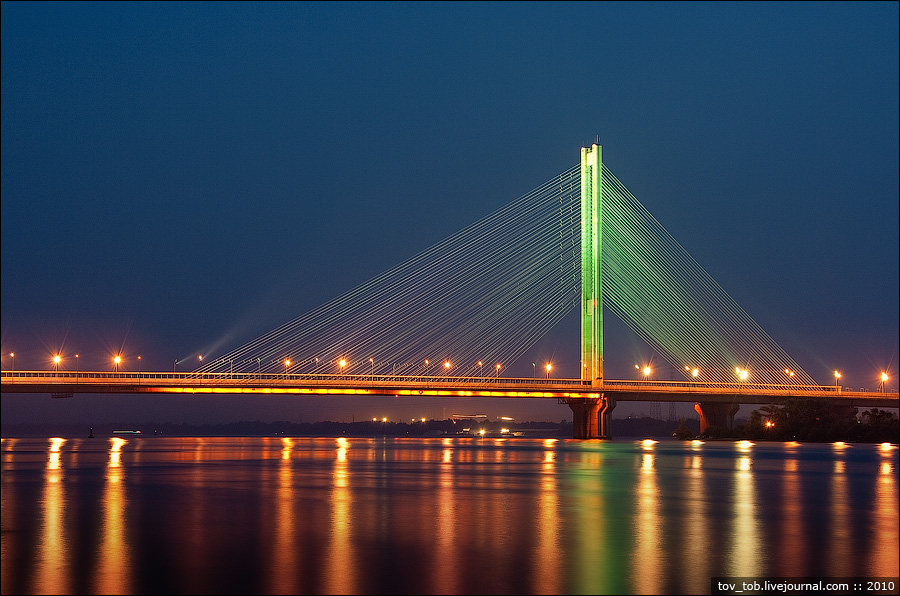
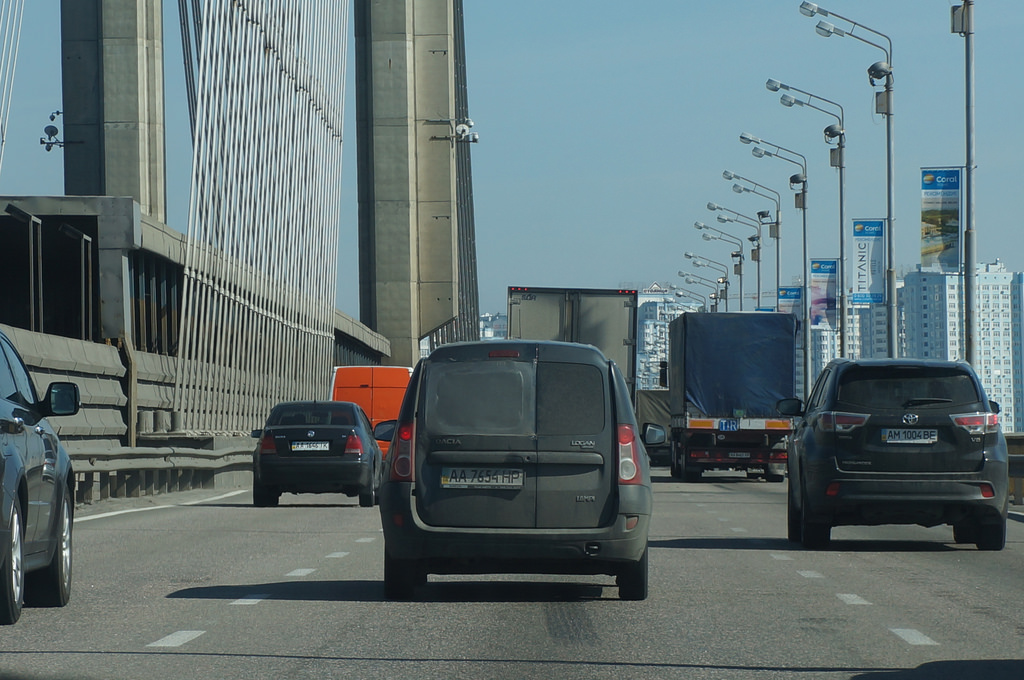
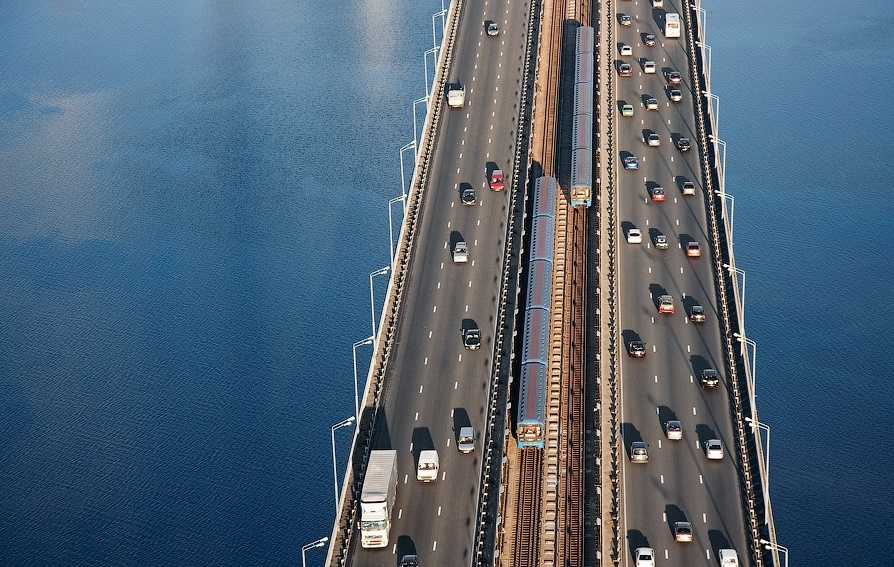
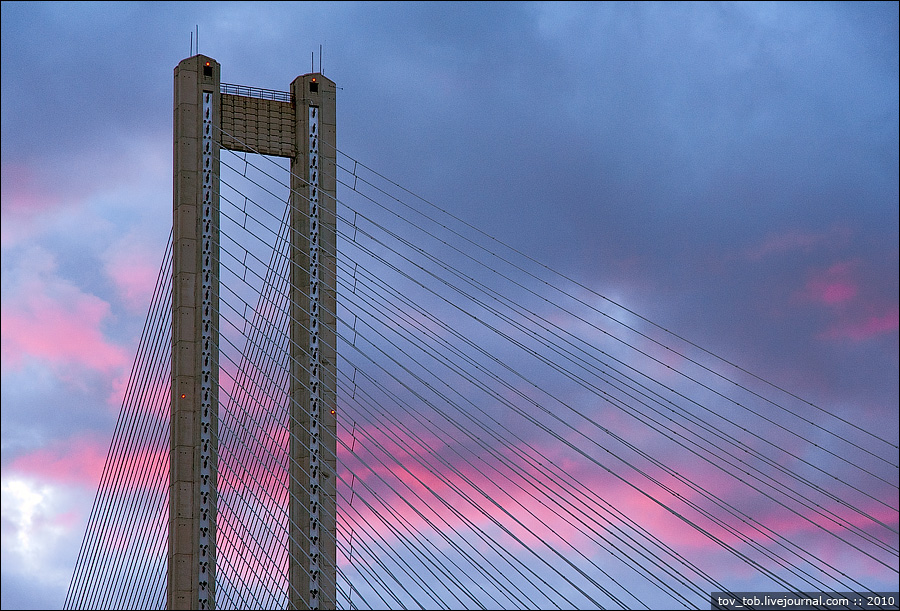
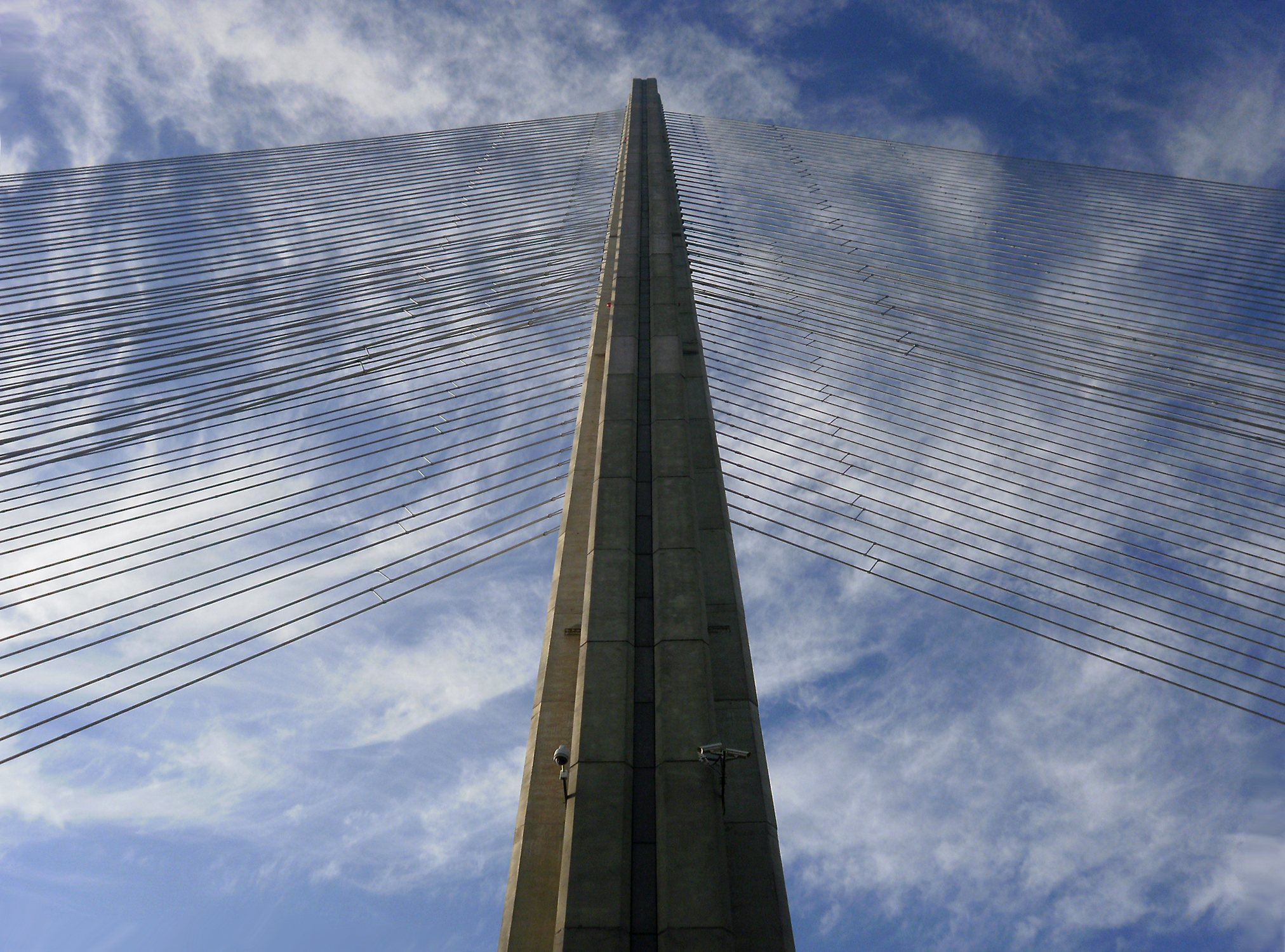
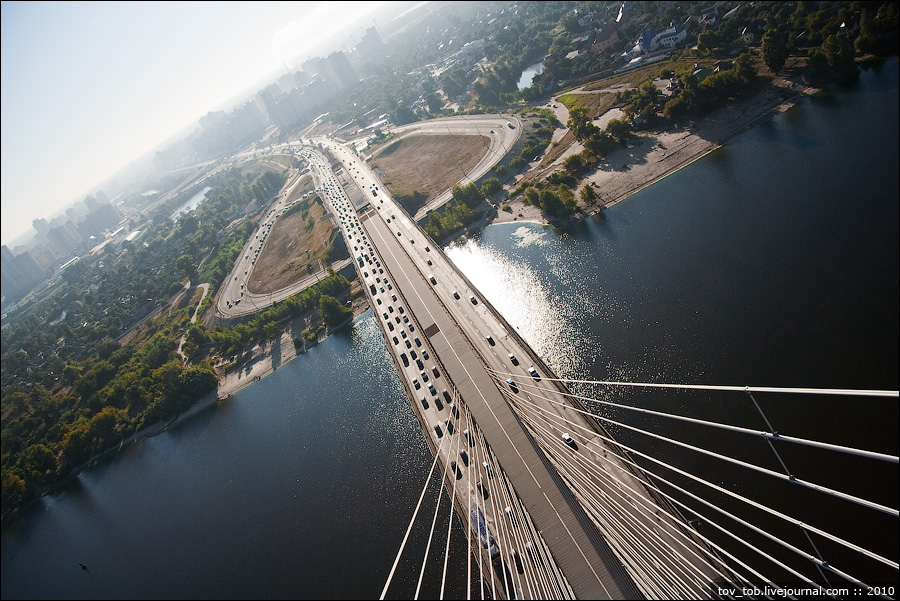
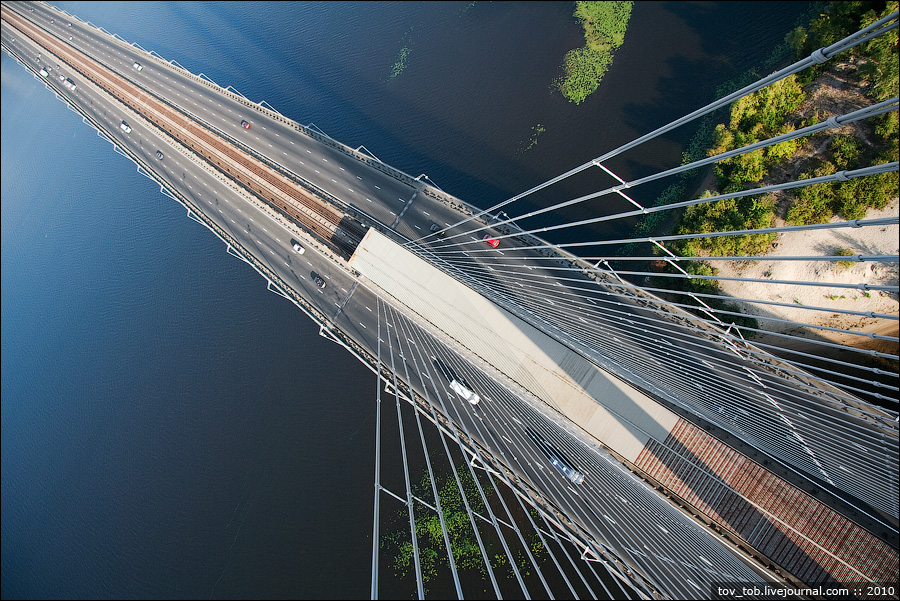
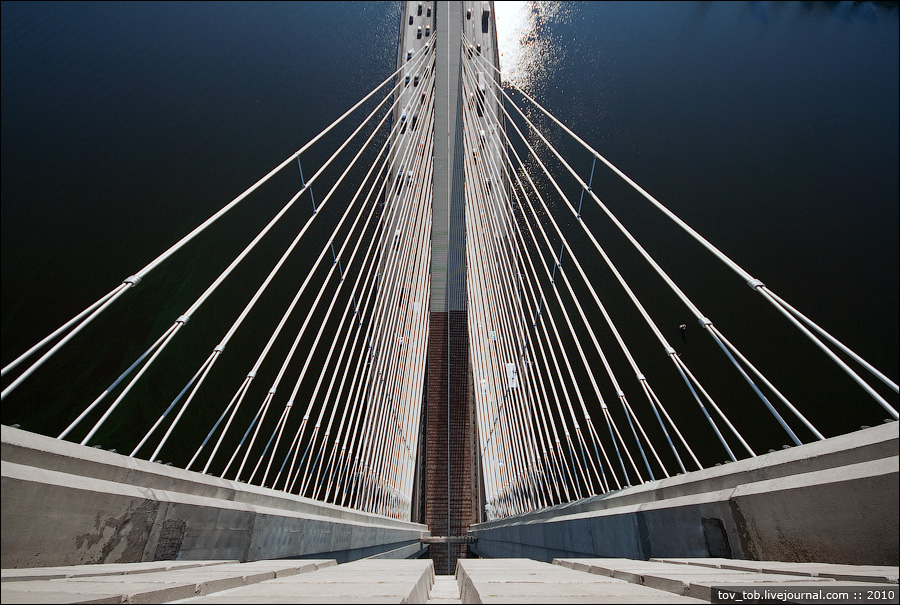
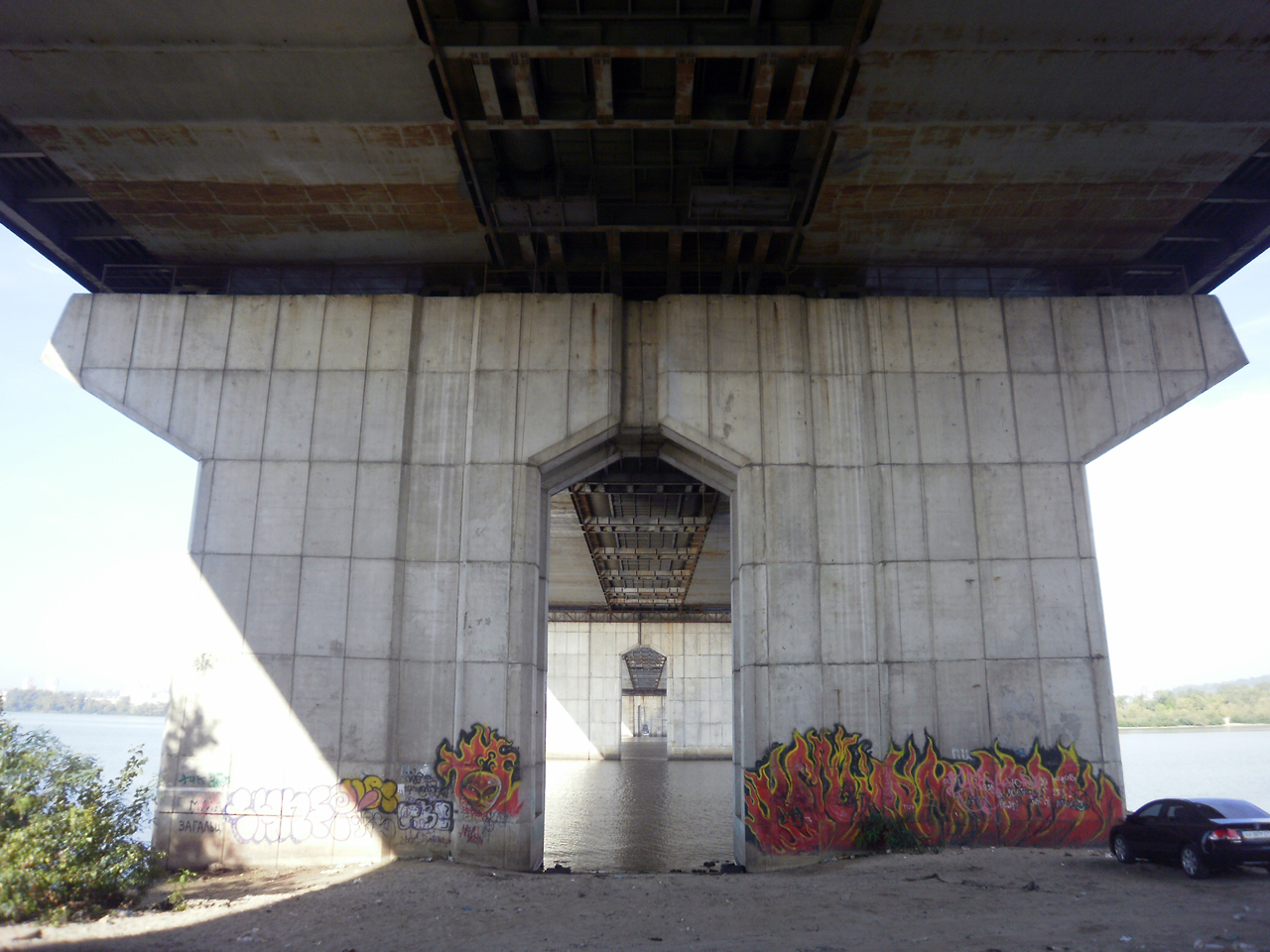

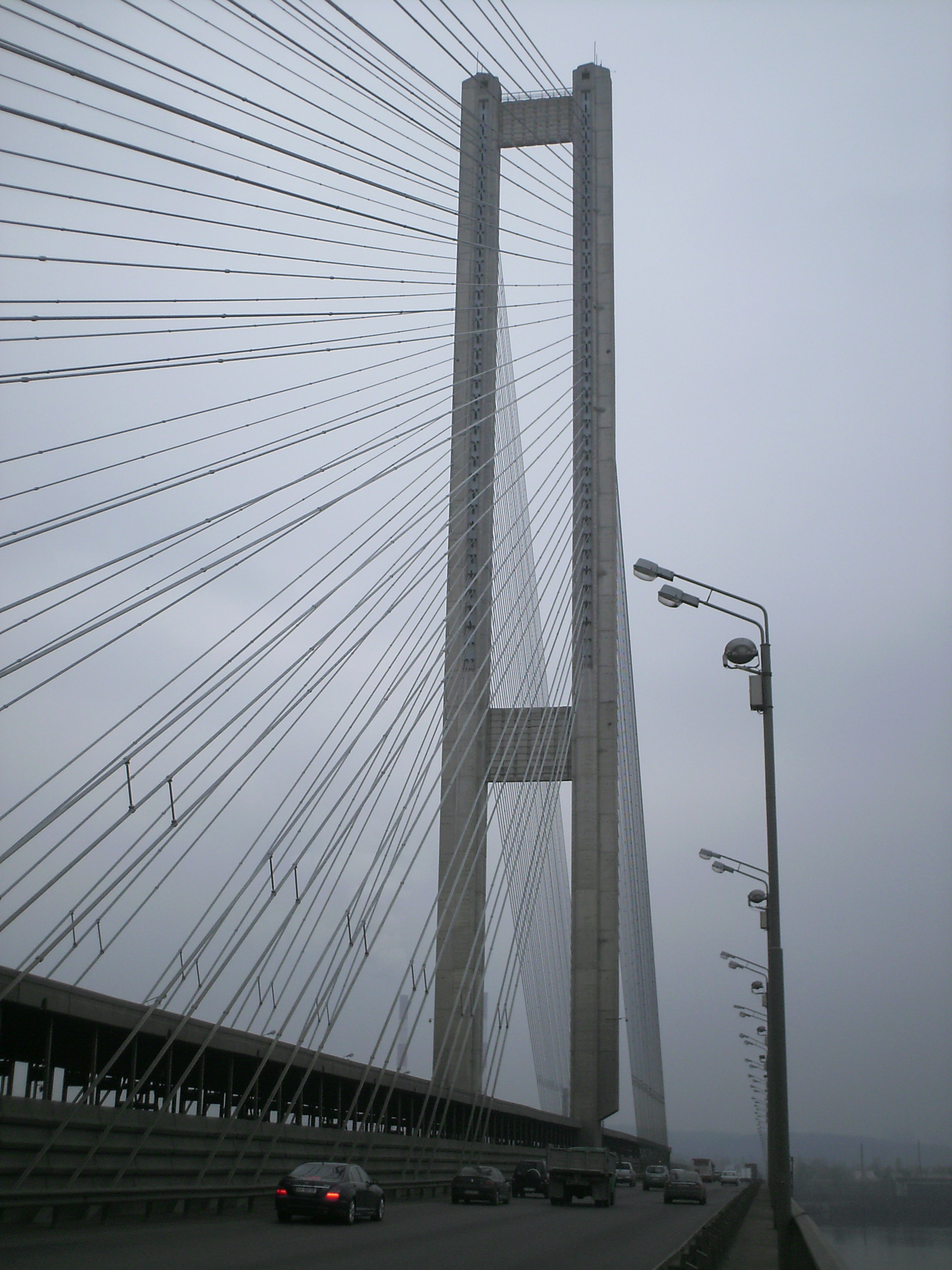
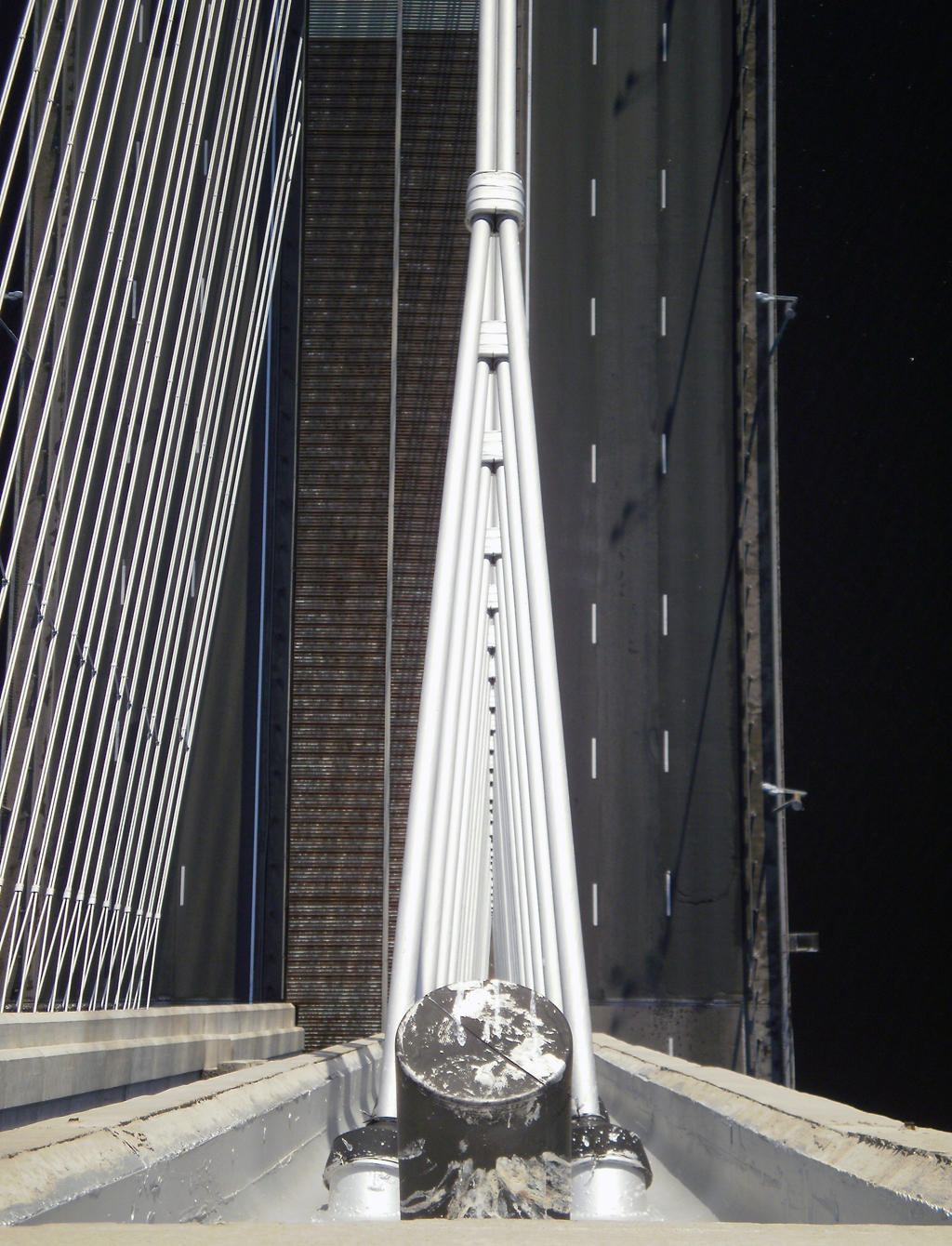

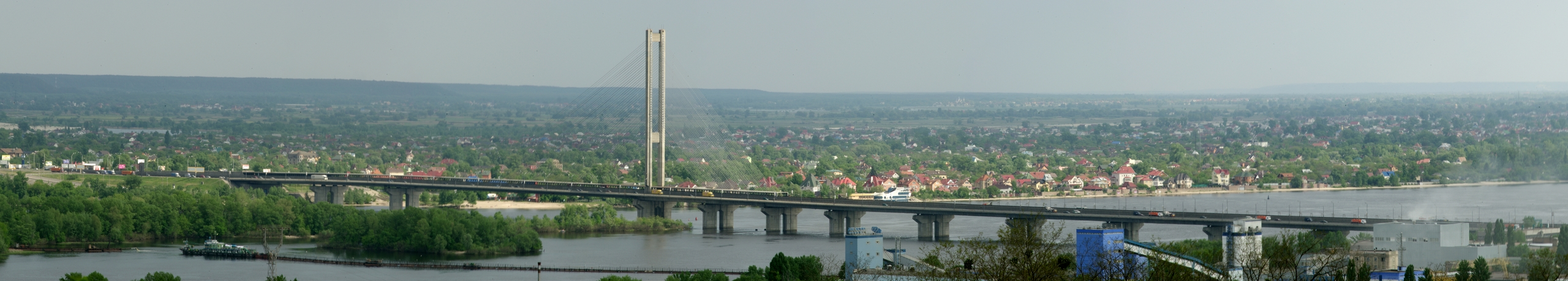
大桥全景